# Maison des Argentières
La maison des Argentières est un édifice situé dans la ville de Dijon, dans la Côte-d'Or en région Bourgogne-Franche-Comté.

## Histoire
La maison fut achetée en 1756 par Marc-Antoine de Béot et en 1778 par Jacques-Pierre de Champy. Au XIXe siècle, le jardin à la française est transformé en jardin à l'anglaise, le parc est devenu jardin public en 1980.
Les façades et les toitures, le salon du rez-de-chaussée, la bibliothèque, la cheminée Louis XVI au premier étage, la pièce après le salon sont inscrites au titre des monuments historiques par arrêté du 27 novembre 1998.

## Description
Il dispose d'une magnanerie dans deux bâtiments symétriques, deux pavillons, un décor de boiseries. La terrasse et les escaliers sont en gradins.